# アーバンラフレ星ヶ丘10号棟
アーバンラフレ星ヶ丘10号棟（アーバンラフレほしがおか10ごうとう）は、愛知県名古屋市千種区星ケ丘にあるマンションである。独立行政法人都市再生機構 (Urban Renaissance Agency (UR)) が管理している。

## 概要
1990年（平成2年）からの旧星ヶ丘団地の建替事業で建設された「アーバンラフレ星ヶ丘」のシンボルとなるタワーマンションとして、住宅都市整備公団が開発した賃貸住宅である。
星ケ丘（東山通）交差点から、名東本通（愛知県道217号岩藤名古屋線）方面を見ると真っ先に飛び込んでくるランドマークである。星ヶ丘地区初の超高層マンションで、2018年3月現在でも当地区では最も高い高層ビルである。

## 交通アクセス
- 名古屋市営地下鉄東山線 星ヶ丘駅より徒歩で約2分。